# Fortificações na Ilha de Fernando de Noronha
As fortificações da Ilha de Fernando de Noronha localizam-se na ilha homônima no oceano Atlântico. O arquipélago de Fernando de Noronha está localizado abaixo do Equador, a cerca de 345 quilômetros da costa brasileira na altura do atual estado do Ceará, embora sob a jurisdição de Pernambuco. Composto por diversas ilhas de origem vulcânica, a maior delas e que dá nome ao arquipélago possui cerca de 17 quilômetros quadrados de superfície.

## História

### Descoberta e primeiros anos
Descoberta provavelmente em 1502 por Fernão de Noronha, quando foi denominada como ilha de São João (ilha da Quaresma no Planisfério de Cantino, de fins de 1502) (TINÉ, 1969:34), foi redescoberta pela segunda expedição de Gonçalo Coelho (1503-1504), quando passou a ser denominada como ilha de São Lourenço (BUENO, 1998:73). Nos recifes que a circundam, naufragou, a 10 de agosto de 1503, a nau capitânia, onde viajava Gonçalo Coelho (BUENO, 1998:55). Foi a primeira das capitanias do Brasil, doada (com o seu primeiro nome, de São João, cf. PEREIRA, 1984:39) a 24 de janeiro de 1504 pelo rei D. Manuel I (1495-1521), e confirmada a 3 de março de 1522 por D. João III (1521-1557), a Fernando de Noronha (AVELLAR, 1976:67), como passou a ser conhecida, permanecendo na posse dos descendentes deste até meados do século XVII. Este comerciante liderou o consórcio privado que arrendou, por contrato, à Coroa Portuguesa, a exploração comercial do Brasil. Semelhante aos instituídos pelo rei D. Afonso V (1438-1481) no século anterior para a exploração da costa africana, nele está prevista a primeira disposição para fortificação do Brasil: "(…) e fazer uma fortaleza no [território] descoberto e mantê-la nos ditos três anos [do contrato] (…)." (carta de Pietro Rondinelli. Sevilha: 3 de outubro de 1502. in: AVELLAR, 1976:52)

### As invasões neerlandesas do Brasil
Durante a Dinastia Filipina (1580-1640), a ilha foi utilizada como escala pelos franceses da expedição de Daniel de La Touche, senhor de La Ravardière, que aqui estiveram quinze dias a caminho da capitania do Maranhão em 1612, onde estabeleceriam a França Equinocial (DONATO, 1996:93).
No mesmo contexto, foi ocupada pelos neerlandeses (dezembro de 1629) que, a caminho para a invasão da capitania de Pernambuco, aí ergueram uma pequena bateria de campanha, atribuída ao Capitão Cornelie Corneliszon Jol (1630 cf. GARRIDO, 1940:56; Capitão Miranda Cornelle cf. BARRETTO, 1958:124, 127), artilhada com oito peças, dominando a baía de Santo Antônio, seu principal ancoradouro a norte. Por determinação do Superintendente da Guerra da capitania de Pernambuco, Matias de Albuquerque (c. 1590-1647), essa guarnição foi expulsa, em janeiro de 1630). Com a queda do Arraial Velho do Bom Jesus e do cabo de Santo Agostinho, os neerlandeses retornaram em 1635, reforçando posteriormente a artilharia do antigo reduto (1646), e retirando-se somente após a capitulação em Recife (1654). Em ambos os períodos de ocupação, os neerlandeses erigiram outras pequenas estruturas de fortificação na ilha, mas tanto estas, como o Reduto da baía de Santo Antônio permaneceram abandonados após 1654, arruinando-se naturalmente (BARRETTO, 1958:124).

### A invasão francesa da ilha
Considerada como uma possessão ultramarina insular portuguesa no Atlântico Sul (não pertencia à Colônia brasileira), pela Carta-régia de 24 de setembro de 1700, o arquipélago foi incorporado à capitania de Pernambuco (7 de setembro de 1696 cf. CARNEIRO, 1922:42). Ocupada por forças da Companhia Francesa das Índias Ocidentais sob o comando do Capitão Lesquelin em fins de 1736, foi denominada "île Dauphine". Ciente do fato, a Coroa portuguesa determinou a sua retomada, colonização e fortificação, ao governador da capitania de Pernambuco, Henrique Luiz Pereira Freire Tibau, que o faz executar por uma força de duzentos homens sob o comando do Tenente-coronel João Lobo de Lacerda, no ano seguinte (6 de outubro de 1737), sem encontrar resistência, iniciando-se a construção do Forte de Nossa Senhora dos Remédios de Fernando de Noronha, do Reduto de Santo Antônio de Fernando de Noronha e do Reduto de Nossa Senhora da Conceição de Fernando de Noronha, obras ampliadas a partir de 1741 (SOUZA, 1885:81; GARRIDO, 1940:54-55; BARRETTO, 1958:124-125).

### O século XIX
No contexto da Revolução Pernambucana (1817), os revoltosos enviaram o Capitão José de Barros Falcão de Lacerda à ilha, com a missão de arrasar os fortes que a defendiam, e de trazer a guarnização que a ocupava, e o arquivo militar, de volta a Pernambuco. Com a missão cumprida, ao retornar foi detido como rebelde na baía da Traição, e desde então desconhece-se o paradeiro do arquivo militar da ilha (CARNEIRO, 1922:46).
Posteriormente, terminada a Guerra da independência do Brasil, a administração da ilha passou a subordinar-se ao Ministério da Guerra (1824), que a utilizou como Presídio Militar (BARRETTO, 1958:125).
Durante a Insurreição Praieira (1848), serviu como prisão política, conforme a "Relação dos Cidadãos desterrados no Presídio de Fernando de Noronha (…) mandados voltar para Pernanbuco em data de 19 de julho (de 1849?)" (MELLO, 1978:238-239). O Aviso Ministerial de 14 de fevereiro de 1857, classificou o conjunto de fortificações da ilha como de 1ª Classe (SOUZA, 1885:81).
Passou à disposição do Ministério da Justiça pelo Decreto de 3 de novembro de 1877 (SOUZA, 1885:81), que designou Diretores de Presídio civis para governá-la.
No início da Primeira República Brasileira foi devolvida à jurisdição de Pernambuco, por insistência de Henrique Pereira de Lucena, barão de Lucena (Decreto n° 1.371 de 14 de fevereiro de 1891) (CARNEIRO, 1922:46).

### O século XX
A repressão à Intentona Comunista (1935), conduziu para a ilha seiscentos prisioneiros políticos, mantendo o presídio em atividade até à criação do Território de Fernando de Noronha (Decreto-lei de 9 de julho de 1942) quando aquele presídio foi transferido para a Ilha Grande, no litoral do estado do Rio de Janeiro. Nesse ano, no auge da batalha pelo Atlântico durante a Segunda Guerra Mundial (1939-1945), o arquipélago voltou ao mapa, pela sua importância estratégica em termos de:
- suporte logístico para as patrulhas anti-submarinos da FAB e da USAF;
- suporte logístico para as embarcações de apoio aéreo da US Navy quando da invasão da Normandia (junho de 1944);
- apoio técnico aos sistemas de cabos submarinos que ligavam o sub-continente sul-americano (Recife) ao continente africano (Dakar), operados pela Western Telegraph Company, inglesa, e pela Italcable, italiana, esta última sob intervenção brasileira após a declaração de guerra ao Eixo;
- defesa desse território insular brasileiro contra uma possível agressão.

Os prisioneiros políticos deram lugar ao Destacamento Misto de Fernando de Noronha, com um efetivo de três mil homens sob o comando de um General de Brigada (BARRETTO, 1958:125). O apoio logístico (suprimentos quinzenais de gêneros e munições, rendição de tropa) foi efetuado pelo NM Tupyara, do Loydd Brasileiro, e posteriormente pelo SS Itapuhy, da Companhia Nacional Costeira. Ao término do conflito, o Destacamento foi dissolvido, permanecendo o arquipélago aos cuidados de uma pequena guarnição, cujo comandante acumulou as funções de governador do Território.
Um acordo assinado entre os EUA e o Brasil permitiu que fosse instalada em Fernando de Noronha uma estação de rastreamento de mísseis (21 de janeiro de 1957).
Administrado pelo Estado Maior das Forças Armadas (EMFA), no início de 1986 iniciou-se a exploração turística do arquipélago. O projeto previa o desenvolvimento de uma infra-estrutura de sustentação de um complexo turístico, ampliando-se o aeroporto local, implantando-se rede de saneamento básico, ampliando-se a rede de apenas quatro quilômetros de estradas, modernizando-se a rede de distribuição de energia elétrica e construindo-se uma usina de dessalinização de água do mar. Pensava-se ainda na construção de um hotel de luxo, na possível implantação de um cassino, ou mesmo de uma zona de livre comércio, onde produtos importados pudessem ser comercializados isentos do imposto de importação. Concretamente, no Dia Mundial do Meio Ambiente (5 de junho de 1986), o arquipélago foi declarado como Área de Proteção Ambiental (APA), permitindo-se a exploração turística racional do local, de forma a preservar o seu ecossistema, cujo foco é a vida marinha.

## Lista de fortificações da ilha
- Forte de Nossa Senhora dos Remédios de Fernando de Noronha
- Fortim da Praia da Atalaia de Fernando de Noronha
- Reduto de Nossa Senhora da Conceição de Fernando de Noronha
- Reduto de Santa Cruz do Morro do Pico de Fernando de Noronha
- Reduto de Santana de Fernando de Noronha
- Reduto de Santo Antônio de Fernando de Noronha
- Reduto de São João Batista de Fernando de Noronha
- Reduto de São Joaquim de Fernando de Noronha
- Reduto de São José do Morro de Fernando de Noronha
- Reduto de São Pedro da Praia do Boldró de Fernando de Noronha
- Reduto do Bom Jesus de Fernando de Noronha